# Journal of Algebraic Combinatorics
Journal of Algebraic Combinatorics is een internationaal, aan collegiale toetsing onderworpen wetenschappelijk tijdschrift op het gebied van de wiskunde.
De naam wordt in literatuurverwijzingen meestal afgekort tot J. Algebr. Combinator.
Het wordt uitgegeven door Springer Science+Business Media.